# Wasserburg Ottersbach
Die Wasserburg Ottersbach ist eine abgegangene Wasserburg in der Gemarkung von Kammerbach, einem Stadtteil von Bad Sooden-Allendorf im nordhessischen Werra-Meißner-Kreis.

## Lage
Die kleine Wasserburg befand sich etwa 2 km südwestlich von Kammerbach auf 318 m ü. NN Höhe am linken, westlichen Ufer des Ottersbachs, des rechten Quellbachs des Oberrieder Bachs, kurz bevor er von Südwesten kommend nach Norden in Richtung Hilgershausen umbiegt. Die Landesstraße L 3301 führt heute in etwa 700 m Entfernung südlich und westlich an dem Burgstall vorbei, der von der Straße über einen Feldweg erreicht werden kann.

## Geschichte
Wann die Burg errichtet wurde, ist nicht gesichert. Der Ort Otterbach wird im Jahre 1300 erstmals urkundlich erwähnt, als die Gebrüder von Rusteberg mit Landgraf Heinrich I. von Hessen ihre dortigen Güter tauschten bzw. sie an den Landgrafen verkauften. Im Jahre 1354 erklärten dann die Gebrüder von Völkershausen, dass sie zu Attirsbach eine Kemenate und Wohnung bauen und diese vom Landgrafen zu Lehen haben sollen. Ob dieser Bau eine frühere und weniger dauerhafte Anlage ersetzte, ist zwar möglich, aber unbekannt.
Ebenso ungewiss ist das Ende der Burg. Sie scheint um die Mitte des 15. Jahrhunderts aufgegeben worden zu sein: der bei der Burg gelegene kleine Ort wird 1438 noch als Dorf, im Jahre 1461 aber als Wüstung bezeichnet. Die Siedlung wird dann schon im Jahre 1463 wieder als Dorf bezeichnet, aber die Burg als solche findet keine Erwähnung mehr, obwohl landgräfliche Belehnungen mit Gericht und Dorf Ottersbach noch bis 1837 beurkundet sind.

## Heutiger Zustand
Heute sind nur noch die Reste des Wassergrabens, der die Anlage umgab, schwach im Gelände zu erkennen. Von der Kemenate oder etwaigen anderen Gebäuden ist nichts mehr vorhanden. Ansonsten erinnert nur noch der Flurname "Vor dem Schlosspfuhl" an die einstige Burg.